# Барбара Луш
Барбара Луш (порт. Bárbara Luz; нар. 28 травня 1993) — колишня португальська тенісистка.
Найвищу одиночну позицію світового рейтингу — 368 місце досягла 26 травня 2014, парну — 446 місце — 20 жовтня 2014 року.
Здобула 3 одиночні та 1 парний титул туру ITF.

## Фінали ITF

### Одиночний розряд: 9 (3–6)
| Легенда         |
| --------------- |
| турніри $50,000 |
| турніри $25,000 |
| турніри $10,000 |

| Фінали за покриттям |
| ------------------- |
| Тверде (2–3)        |
| Ґрунт (0–3)         |
| Килим (1–0)         |

| Результат | W–L | Дата     | Турнір                        | Покриття | Суперниця                | Рахунок                 |
| --------- | --- | -------- | ----------------------------- | -------- | ------------------------ | ----------------------- |
| Поразка   | 0–1 | Чер 2011 | ITF Амаранте, Португалія      | Тверде   | Магалі де Латтре         | 1–6, 1–6                |
| Поразка   | 0–2 | Жов 2011 | ITF Сан-Паулу, Бразилія       | Ґрунт    | Паула Крістіна Гонсалвеш | 2–6, 3–6                |
| Поразка   | 0–3 | Жов 2011 | ITF Гоянія, Бразилія          | Ґрунт    | Беатріс Аддад Майя       | 2–6, 0–6                |
| Перемога  | 1–3 | Бер 2013 | ITF Гайдарабад, Індія         | Тверде   | Анкіта Райна             | 4–6, 7–6(7–5), 7–6(7–3) |
| Перемога  | 2–3 | Бер 2013 | ITF Гайдарабад, Індія         | Тверде   | Анкіта Райна             | 2–6, 6–3, 6–1           |
| Перемога  | 3–3 | Чер 2013 | ITF Кантаньєде, Португалія    | Килим    | Аліче Балдуччі           | 6–3, 2–6, 7–5           |
| Поразка   | 3–4 | Лют 2014 | ITF Пальма-Нова, Іспанія      | Ґрунт    | Катерина Лопес           | 4–6, 2–6                |
| Поразка   | 3–5 | Бер 2014 | ITF Ponta Delgada, Португалія | Тверде   | Катерина Лопес           | 4–6, 2–6                |
| Поразка   | 3–6 | Бер 2014 | ITF Ponta Delgada, Португалія | Тверде   | Елісе Мертенс            | 2–6, 4–6                |

### Парний розряд: 4 (1–3)
| Легенда         |
| --------------- |
| турніри $25,000 |
| турніри $10,000 |

| Фінали за покриттям |
| ------------------- |
| Тверде (1–2)        |
| Ґрунт (0–1)         |

| Результат | W–L | Дата     | Турнір                  | Покриття | Партнерка           | Суперниці                                | Рахунок            |
| --------- | --- | -------- | ----------------------- | -------- | ------------------- | ---------------------------------------- | ------------------ |
| Поразка   | 0–1 | Жов 2010 | ITF Ешпіню, Португалія  | Ґрунт    | Саманта Паверс      | Ульрікке Ейкері Лена-Марі Гофманн        | 3–6, 1–6           |
| Поразка   | 0–2 | Лис 2011 | ITF Салвадор, Бразилія  | Тверде   | Каріна Вендітті     | Marcela Bueno Флавія Гімарайнш Буену     | 6–7(2–7), 1–3 ret. |
| Поразка   | 0–3 | Кві 2013 | ITF Анталія, Туреччина  | Тверде   | Беатріс Аддад Майя  | Ірина Бара Дьяна Бузян                   | 5–7, 1–6           |
| Перемога  | 1–3 | Лис 2013 | ITF Sant Jordi, Іспанія | Тверде   | Нурія Паррісас-Діас | Совджанья Бавісетті Лусія Сервера Васкес | 7–5, 6–4           |

## Участь у Кубку Федераціїp/Біллі Джин Кінг

### Одиночний розряд
| Розіграш | Стадія | Дата     | Місце              | Супротивник | Покриття   | Суперниця      | W/L | Рахунок       |
| -------- | ------ | -------- | ------------------ | ----------- | ---------- | -------------- | --- | ------------- |
| 2013     | Z1 R/R | Лют 2013 | Ейлат, Ізраїль     | Угорщина    | Тверде     | Грета Арн      | L   | 1–6, 2–6      |
| 2014     | Z1 R/R | Лют 2014 | Будапешт, Угорщина | Туреччина   | Тверде (i) | Іпек Сойлу     | L   | 6–7(3–7), 2–6 |
| 2014     | Z1 P/O | Лют 2014 | Будапешт, Угорщина | Бельгія     | Тверде (i) | Ан-Софі Месташ | L   | 6–2, 0–6, 2–6 |

### Парний розряд
| Розіграш | Стадія | Дата     | Місце              | Супротивник                                   | Покриття   | Партнерка              | Суперниці                         | W/L | Рахунок            |
| -------- | ------ | -------- | ------------------ | --------------------------------------------- | ---------- | ---------------------- | --------------------------------- | --- | ------------------ |
| 2012     | Z1 R/R | Лют 2012 | Ейлат, Ізраїль     | Збірна Нідерландів з тенісу в Кубку Федерації | Тверде     | Маргаріда Моура        | Кікі Бертенс Демі Схюрс           | L   | 3–6, 0–6           |
| 2013     | Z1 R/R | Лют 2013 | Ейлат, Ізраїль     | Боснія і Герцеговина                          | Тверде     | Мішель Ларшер де Бріту | Аніта Гусарич Деа Герджелаш       | W   | 6–1, 6–0           |
| 2014     | Z1 R/R | Лют 2014 | Будапешт, Угорщина | Болгарія                                      | Тверде (i) | Інес Мурта             | Ізабелла Шинікова Вікторія Томова | L   | 2–6, 5–7           |
| 2014     | Z1 R/R | Лют 2014 | Будапешт, Угорщина | Білорусь                                      | Тверде (i) | Мішель Ларшер де Бріту | Ілона Кремінь Ірина Шиманович     | L   | 1–6, 0–6           |
| 2014     | Z1 R/R | Лют 2014 | Будапешт, Угорщина | Туреччина                                     | Тверде (i) | Мішель Ларшер де Бріту | Чагла Бююкакчай Пемра Озген       | W   | 2–6, 6–3, 6–3      |
| 2014     | Z1 P/O | Лют 2014 | Будапешт, Угорщина | Бельгія                                       | Тверде (i) | Мішель Ларшер де Бріту | Їсалін Бонавентюре Ан-Софі Месташ | L   | 6–7(3–7), 0–6      |
| 2015     | Z1 R/R | Лют 2015 | Будапешт, Угорщина | Болгарія                                      | Тверде (i) | Мішель Ларшер де Бріту | Дія Евтімова Вікторія Томова      | L   | 0–6, 3–6           |
| 2015     | Z1 R/R | Лют 2015 | Будапешт, Угорщина | Білорусь                                      | Тверде (i) | Інес Мурта             | Віра Лапко Олександра Саснович    | L   | 4–6, 7–6(7–2), 2–6 |